# Горна Дакия
Горна Дакия (на латински: Dacia Superior; Dacia Apulensis) е римска провинция от 117 г. През 167 г. е част от образувата нова провинция Tres Daciae, която се състои от Долна Дакия (Dacia Inferior, Dacia Malvensis) и Dacia Porolissensis.
Главен град на провинцията е муниципиум Апулум (Apulum, на български Белград).

## Градове на провинцията
- Апулум
- Arcidava
- Drobeta
- Salinae
- Tibiscum
- Улпия Траяна Сармизегетуза